# 钝叶独行菜
钝叶独行菜（学名：Lepidium obtusum）为十字花科独行菜属的植物。分布在中亚、蒙古以及中国大陆的甘肃、青海、新疆等地，生长于海拔1,800米的地区，多生长在戈壁滩、田边、荒地、草地以及平地，目前尚未由人工引种栽培。